# A Farsa da Boa Preguiça (filme)
A Farsa da Boa Preguiça foi um telefilme exibido na Rede Globo, dentro do Caso Especial, em 1995, baseado na obra homônima de Ariano Suassuna. Teve criação e direção de Luiz Fernando Carvalho, um ano depois da realização de Uma Mulher Vestida de Sol, primeira produção para TV de uma obra do escritor paraibano.

## Enredo
A obra conta a trajetória do poeta e cantador Joaquim Simão (Antônio Nóbrega) e de sua mulher Nevinha (Patrícia França), ambos à mercê de pessoas inescrupulosas, santos e demônios.  São muitas as tentações e pecados que assolam o casal. Joaquim Simão sofre de três fraquezas: preguiça, poesia e mulher. Sua esposa tenta, em vão, convencer seu marido a trabalhar. Para desestruturar ainda mais a relação, Aderaldo (Ary Fontoura) tenta conquistar Nevinha. Já Joaquim Simão é assediado por Clarabela (Marieta Severo).  A história é narrada e comentada por três santos: Manuel Carpinteiro (Jackson Antunes), São Pedro (Júlio Levy) e São Miguel (Ilya São Paulo). O especial ainda contou com participações de Laura Cardoso e Cacá Carvalho.

## Elenco
| Ator/Atriz      | Personagem                    |
| --------------- | ----------------------------- |
| Antônio Nóbrega | Joaquim Simão                 |
| Patrícia França | Nevinha                       |
| Ary Fontoura    | Aderaldo Catacão              |
| Marieta Severo  | Clarabela Catacão             |
| Cacá Carvalho   | Fedegoso Enrique (Cão Caolho) |
| Júlio Levy      | São Pedro                     |
| Ilya São Paulo  | São Miguel                    |

## Produção
O texto original é de Ariano Suassuna, que junto com Bráulio Tavares fez a adaptação para a TV. A concepção visual e textual do programa segue a estrutura da literatura de cordel. Com esta obra, o diretor Luiz Fernando Carvalho deu continuidade a uma pesquisa por uma linguagem híbrida para televisão, como forma de crítica ao naturalismo das novelas. A direção destaca e explora a abordagem feita por Ariano Suassuna para temas sérios – a condição do explorado, do explorador, a estrutura social do país -, sem abandonar o tom cômico. Teve produção de arte e figurino de Yurika Yamasaki e do artista plástico Dantas Suassuna. 